# Nesquik

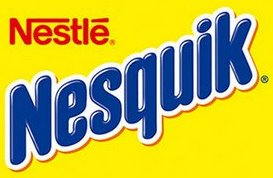
Logotipo da Nesquik

Nesquik (anteriormente Quik) é uma marca de pós para preparo de leite aromatizado produzida pela Nestlé. A marca foi desenvolvida nos Estados Unidos em 1948, sendo introduzida como Nestlé's Quik. Nos anos de 1950, foi lançado na Europa como Nesquik. Nos países nos quais o termo Quik foi originalmente usado (Estados Unidos, Brasil, Canadá, México e Austrália), o nome foi mudado para Nesquik em 1999.

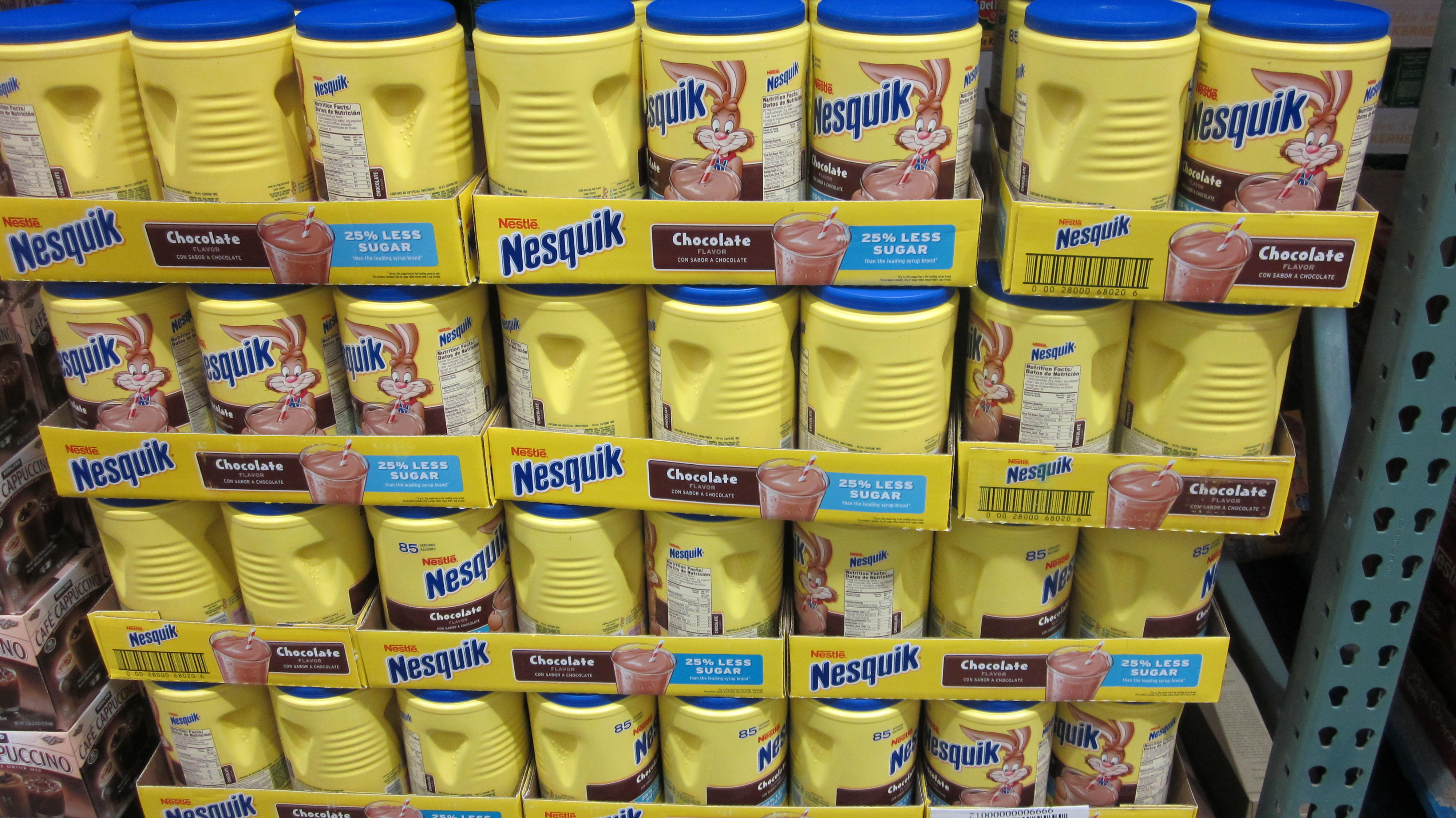
Produtos da Nesquik